# Вулиця Мостова (Львів)
Ву́лиця Мостова — вулиця у Залізничному районі міста Львова, в місцевості Сигнівка. Сполучає вулиці Головатого та Сигнальну.

## Історія
Виникла у першій третині XX століття у складі передміського селища Сигнівка. Після входження селища до меж міста 11 квітня 1930 року, вулиці колишнього села були перейменовані або ж новоутвореним вулицям надавалися певні назви. Так, у 1934 році отримала назву вулиця Мостова. Під час німецької окупації, у 1943-1944 роках мала назву Брюкенґассе, що перекладається з німецької як Мостова алея. Сучасна назва вулиця Мостова, походить з 1944 року.

## Забудова
Забудова вулиці Мостової — одноповерховий конструктивізм 1930-х років.